# Баћоглава
Баћоглава је насеље у Србији у општини Куршумлија у Топличком округу. Према попису из 2022. било је 186 становника (према попису из 1991. било је 319 становника).

## Демографија
У насељу Баћоглава живи 204 пунолетна становника, а просечна старост становништва износи 37,7 година (39,2 код мушкараца и 36,1 код жена). У насељу има 82 домаћинства, а просечан број чланова по домаћинству је 3,21.
Ово насеље је у потпуности насељено Србима (према попису из 2002. године), а у последња три пописа, примећен је пад у броју становника.
|  |

| Демографија | Демографија | Демографија |
| Година      | Становника  | Становника  |
| ----------- | ----------- | ----------- |
| 1948.       | 443         |             |
| 1953.       | 469         |             |
| 1961.       | 439         |             |
| 1971.       | 413         |             |
| 1981.       | 460         |             |
| 1991.       | 319         | 310         |
| 2002.       | 263         | 267         |
| 2011.       | 226         |             |

| Етнички састав према попису из 2002.‍ | Етнички састав према попису из 2002.‍ | Етнички састав према попису из 2002.‍ | Етнички састав према попису из 2002.‍ | Етнички састав према попису из 2002.‍ |
| ------------------------------------ | ------------------------------------ | ------------------------------------ | ------------------------------------ | ------------------------------------ |
|                                      |                                      |                                      |                                      |                                      |
| Срби                                 | Срби                                 |                                      | 263                                  | 100,0%                               |
| непознато                            | непознато                            |                                      | 0                                    | 0,0%                                 |

| Година пописа     | 1948. | 1953. | 1961. | 1971. | 1981. | 1991. | 2002. |
| ----------------- | ----- | ----- | ----- | ----- | ----- | ----- | ----- |
| Број домаћинстава | 68    | 76    | 84    | 101   | 118   | 94    | 82    |

| Број чланова      | 1  | 2  | 3  | 4  | 5  | 6 | 7 | 8 | 9 | 10 и више | Просек |
| ----------------- | -- | -- | -- | -- | -- | - | - | - | - | --------- | ------ |
| Број домаћинстава | 12 | 20 | 12 | 20 | 13 | 5 | 0 | 0 | 0 | 0         | 3,21   |

| Пол    | Укупно | Неожењен/Неудата | Ожењен/Удата | Удовац/Удовица | Разведен/Разведена | Непознато |
| ------ | ------ | ---------------- | ------------ | -------------- | ------------------ | --------- |
| Мушки  | 117    | 38               | 70           | 8              | 1                  | 0         |
| Женски | 97     | 15               | 70           | 11             | 1                  | 0         |
| УКУПНО | 214    | 53               | 140          | 19             | 2                  | 0         |

| Пол    | Укупно                    | Пољопривреда, лов и шумарство | Рибарство                            | Вађење руде и камена | Прерађивачка индустрија       |
| ------ | ------------------------- | ----------------------------- | ------------------------------------ | -------------------- | ----------------------------- |
| Мушки  | 61                        | 13                            | 0                                    | 0                    | 30                            |
| Женски | 28                        | 4                             | 0                                    | 0                    | 17                            |
| УКУПНО | 89                        | 17                            | 0                                    | 0                    | 47                            |
| Пол    | Производња и снабдевање   | Грађевинарство                | Трговина                             | Хотели и ресторани   | Саобраћај, складиштење и везе |
| Мушки  | 0                         | 0                             | 1                                    | 1                    | 4                             |
| Женски | 0                         | 0                             | 2                                    | 1                    | 0                             |
| УКУПНО | 0                         | 0                             | 3                                    | 2                    | 4                             |
| Пол    | Финансијско посредовање   | Некретнине                    | Државна управа и одбрана             | Образовање           | Здравствени и социјални рад   |
| Мушки  | 0                         | 0                             | 4                                    | 0                    | 1                             |
| Женски | 0                         | 0                             | 1                                    | 2                    | 0                             |
| УКУПНО | 0                         | 0                             | 5                                    | 2                    | 1                             |
| Пол    | Остале услужне активности | Приватна домаћинства          | Екстериторијалне организације и тела | Непознато            | Непознато                     |
| Мушки  | 0                         | 0                             | 0                                    | 7                    | 7                             |
| Женски | 0                         | 0                             | 0                                    | 1                    | 1                             |
| УКУПНО | 0                         | 0                             | 0                                    | 8                    | 8                             |